# Kurt Brand
 Kurt Brand  (Wuppertal, 10 de Maio de 1917 — Kaltern, 8 de Novembro de 1991) foi um escritor de ficção científica alemão.
Foi um dos escritores da série Perry Rhodan e pai da série competidora Ren Dhark. De 1946 a 1959 ele escreveu dezenove novelas de ficção cientifica e 66 novelas de outras categorias. 
De 1961 a 1966 ele escreveu 38 novelas da série Perry Rhodan. Subsequentimente, ele iniciou sua propria série chamada Ren Dhark, escrevendo todos os resumos além de ser o autor-principal da mesma, e „spaceship Promet", também criada por ele ficando sob a sua direção por um longo período. Além disso ele escrevia para colunas de ficção científica time ball e „estação lunar 1999". 